# Plentzia (stacja metra)
Plentzia – stacja metra w Bilbao, na linii 1. Obsługiwana przez Bizkaiko Garraio Partzuergoa. Znajduje się w gminie Plentzia. Położona na prawym brzegu Butrón-Plentzia. Jest ona połączona z resztą miejscowości kładką.
Odcinek między Plentzia i Urduliz pokonuje się w pięć minut, co stanowi najdłuższy czas jazdy między stacjami w całej sieci metra.